# ISO/CEI 8859-13
La norme de codage des caractères ISO/CEI 8859-13 (latin-7 ou balte) prend en charge quelques caractères supplémentaires pour les langues baltes qui manquaient en latin-4 et latin-6.

## Tableau
Le jeu de caractères complet est présenté dans le tableau ci-après.
| ISO/CEI 8859-13:1998 | ISO/CEI 8859-13:1998 | ISO/CEI 8859-13:1998 | ISO/CEI 8859-13:1998 | ISO/CEI 8859-13:1998 | ISO/CEI 8859-13:1998 | ISO/CEI 8859-13:1998 | ISO/CEI 8859-13:1998 | ISO/CEI 8859-13:1998 | ISO/CEI 8859-13:1998 | ISO/CEI 8859-13:1998 | ISO/CEI 8859-13:1998 | ISO/CEI 8859-13:1998 | ISO/CEI 8859-13:1998 | ISO/CEI 8859-13:1998 | ISO/CEI 8859-13:1998 | ISO/CEI 8859-13:1998 |
|                      | x0                   | x1                   | x2                   | x3                   | x4                   | x5                   | x6                   | x7                   | x8                   | x9                   | xA                   | xB                   | xC                   | xD                   | xE                   | xF                   |
| -------------------- | -------------------- | -------------------- | -------------------- | -------------------- | -------------------- | -------------------- | -------------------- | -------------------- | -------------------- | -------------------- | -------------------- | -------------------- | -------------------- | -------------------- | -------------------- | -------------------- |
| 0x                   | Inutilisé            | Inutilisé            | Inutilisé            | Inutilisé            | Inutilisé            | Inutilisé            | Inutilisé            | Inutilisé            | Inutilisé            | Inutilisé            | Inutilisé            | Inutilisé            | Inutilisé            | Inutilisé            | Inutilisé            | Inutilisé            |
| 1x                   | Inutilisé            | Inutilisé            | Inutilisé            | Inutilisé            | Inutilisé            | Inutilisé            | Inutilisé            | Inutilisé            | Inutilisé            | Inutilisé            | Inutilisé            | Inutilisé            | Inutilisé            | Inutilisé            | Inutilisé            | Inutilisé            |
| 2x                   | SP                   | !                    | "                    | #                    | $                    | %                    | &                    | '                    | (                    | )                    | *                    | +                    | ,                    | -                    | .                    | /                    |
| 3x                   | 0                    | 1                    | 2                    | 3                    | 4                    | 5                    | 6                    | 7                    | 8                    | 9                    | :                    | ;                    | <                    | =                    | >                    | ?                    |
| 4x                   | @                    | A                    | B                    | C                    | D                    | E                    | F                    | G                    | H                    | I                    | J                    | K                    | L                    | M                    | N                    | O                    |
| 5x                   | P                    | Q                    | R                    | S                    | T                    | U                    | V                    | W                    | X                    | Y                    | Z                    | [                    | \                    | ]                    | ^                    | _                    |
| 6x                   | `                    | a                    | b                    | c                    | d                    | e                    | f                    | g                    | h                    | i                    | j                    | k                    | l                    | m                    | n                    | o                    |
| 7x                   | p                    | q                    | r                    | s                    | t                    | u                    | v                    | w                    | x                    | y                    | z                    | {                    | \|                   | }                    | ~                    |                      |
| 8x                   | Inutilisé            | Inutilisé            | Inutilisé            | Inutilisé            | Inutilisé            | Inutilisé            | Inutilisé            | Inutilisé            | Inutilisé            | Inutilisé            | Inutilisé            | Inutilisé            | Inutilisé            | Inutilisé            | Inutilisé            | Inutilisé            |
| 9x                   | Inutilisé            | Inutilisé            | Inutilisé            | Inutilisé            | Inutilisé            | Inutilisé            | Inutilisé            | Inutilisé            | Inutilisé            | Inutilisé            | Inutilisé            | Inutilisé            | Inutilisé            | Inutilisé            | Inutilisé            | Inutilisé            |
| Ax                   | NBSP                 | ”                    | ¢                    | £                    | ¤                    | „                    | ¦                    | §                    | Ø                    | ©                    | Ŗ                    | «                    | ¬                    | SHY                  | ®                    | Æ                    |
| Bx                   | °                    | ±                    | ²                    | ³                    | “                    | µ                    | ¶                    | ·                    | ø                    | ¹                    | ŗ                    | »                    | ¼                    | ½                    | ¾                    | æ                    |
| Cx                   | Ą                    | Į                    | Ā                    | Ć                    | Ä                    | Å                    | Ę                    | Ē                    | Č                    | É                    | Ź                    | Ė                    | Ģ                    | Ķ                    | Ī                    | Ļ                    |
| Dx                   | Š                    | Ń                    | Ņ                    | Ó                    | Ō                    | Õ                    | Ö                    | ×                    | Ų                    | Ł                    | Ś                    | Ū                    | Ü                    | Ż                    | Ž                    | ß                    |
| Ex                   | ą                    | į                    | ā                    | ć                    | ä                    | å                    | ę                    | ē                    | č                    | é                    | ź                    | ė                    | ģ                    | ķ                    | ī                    | ļ                    |
| Fx                   | š                    | ń                    | ņ                    | ó                    | ō                    | õ                    | ö                    | ÷                    | ų                    | ł                    | ś                    | ū                    | ü                    | ż                    | ž                    | ’                    |